# Henry Pelham-Clinton, 5:e hertig av Newcastle

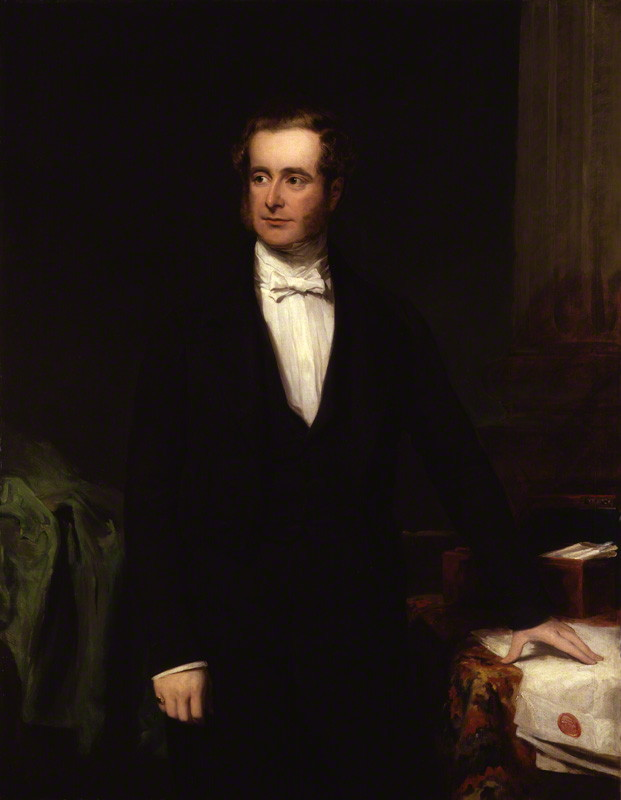
Femte hertigen av Newcastle.

Henry Pelham Fiennes Pelham-Clinton, 5:e hertig av Newcastle, född den 22 maj 1811, död den 18 oktober 1864, var en brittisk politiker, son till Henry Pelham-Clinton, 4:e hertig av Newcastle. 
Newcastle tillhörde, då ännu kallad earl av Lincoln, underhuset 1832–1846, där han slöt sig till sir Robert Peel, i vars ministär han februari–juli 1846 var förste sekreterare för Irland. 
I Aberdeens koalitionsministär blev han 1852 kolonial- och krigsminister; vid Krimkrigets utbrott 1854 avskildes kolonialärendena från hans portfölj. Som krigsminister gjorde han vad möjligt var för arméns utrustning under den sedan länge i departementet rådande försumpningen. Bruten genom överansträngning, avgick han i februari 1855. Han var 1859–1864 åter kolonialminister (i Palmerstons ministär). Riddare av Strumpebandsorden 1860. 

## Familj
Gift 1832 på Hamilton Palace, Skottland, med Lady Susan Harriet Hamilton (1814–1889), dotter till Alexander Douglas-Hamilton, 10:e hertig av Hamilton. Han och Lady Susan skildes 1850, efter en skandal då hon rymde med sin älskare, lord Walpole.
Barn:
- Henry Pelham Pelham-Clinton, 6:e hertig av Newcastle (1834–1879), gift med Henrietta Hope
- Lord Edward William Pelham-Clinton (1836–1907), MP, hovman, gift med Mathilda Cradock-Hartopp
- Lady Susan Charlotte Pelham-Clinton (1839–1875), gift med överstelöjtnant Adolphus Frederick Charles Vane-Tempest
- Lord Arthur Pelham-Clinton (1840–1870), sjöofficer, begick självmord efter homosexskandal
- Lord Albert Sidney Pelham-Clinton (1845–1884)